# Paulo Graça
Paulo Graça (Lisboa, 13 de setembro de 1978) é um jogador da Seleção Portuguesa de Futebol de Praia. Actua como o guarda-redes. Entrou na selecção portuguesa em Março de 2008.